# Yelena Glikina
Yelena Vladímirovna Glikina (en ruso: Елена Владимировна Гликина; Gorki, URSS, 20 de diciembre de 1969) es una deportista soviética que compitió en esgrima, especialista en la modalidad de florete.
Ganó dos medallas de plata en el Campeonato Mundial de Esgrima, en los años 1989 y 1991. Participó en dos Juegos Olímpicos de Verano, ocupando el cuarto lugar en Seúl 1988 y en Barcelona 1992, en la prueba por equipos.

## Palmarés internacional
| Campeonato Mundial | Campeonato Mundial      | Campeonato Mundial | Campeonato Mundial  |
| Año                | Lugar                   | Medalla            | Prueba              |
| ------------------ | ----------------------- | ------------------ | ------------------- |
| 1989               | Denver (Estados Unidos) | Medalla de plata   | Florete por equipos |
| 1991               | Budapest (Hungría)      | Medalla de plata   | Florete por equipos |